# Monika Geržová
Monika Geržová (* 17. August 1970 in Stupawa) ist eine ehemalige slowakische Fußballspielerin.

## Karriere

### Verein
Geržová begann ihre Karriere mit ŠK Slovan Bratislava und wechselte am 17. Februar 1995 zum USC Landhaus Wien. Nach neun Jahren wechselte sie am 5. Februar 2004 zum AC Sparta Prag, bevor Geržová am 21. Februar 2006 zurück zum FC Südburgenland ging. Im Juni 2012 beendete sie ihre Karriere und kehrte in die Slowakei zurück. Am 5. Februar 2013 unterschrieb sie einen Vertrag mit dem FC Südburgenland und begann mit 42 Jahren ihr Comeback.

### International
Geržová ist ehemalige A-Nationalspielerin der slowakischen Fußballnationalmannschaft der Frauen.